# Утіяма Такасі
Такасі Утіяма (яп. 内山 高志, англ. Takashi Uchiyama; нар. 10 листопада 1979) — японський професійний боксер, регулярний чемпіон світу за версією WBA (2010—2015) і чемпіон світу за версією WBA (super) (2015—2016) в другій напівлегкій вазі.

## Любительська кар'єра
На любительському рингу Утіяма провів 113 поєдинків. Виграв 91, з них 59 нокаутом.
Чотири рази ставав чемпіоном Японії в напівлегкій вазі.

## Професіональна кар'єра
Утіяма дебютував на професійному рингу в липні 2005 року в другій напівлегкій вазі. Провів в 2005 році три поєдинки і всі виграв нокаутом в першому раунді.
У 2006 році провів два поєдинки. Переміг за очками співвітчизника Тамайо Ендо (8-3) і нокаутував у третьому раунді індонезійця Мосеса Серана (17-5).
У вересні 2007 року нокаутував у 8-му раунді досвідченого австралійського боксера Недала Хуссейна (43-4) і завоював титул OPBF в другій напівлегкій вазі.
У лютому 2008 року Такасі нокаутував співвітчизника Акіра Ямазакі (10-1-3) і захистив титул OPBF. 12 липня 2008 року Такасі переміг за очками японця Херо Бандо. Потім Утіяма нокаутував південнокорейця Бунг Джу Муна в 4-му раунді.
2 травня 2009 року знову захистив титул і нокаутував боксера з Таїланду Тонга Пор Шокагі (21-6-1). В п'ятому захисті титулу Утіяма нокаутував в 7-му раунді боксера з Філіппін Аарона Менгалейо (17-6-1).
11 січня 2010 року Такасі нокаутував непереможеного мексиканця Хуана Карлоса Сальгадо (21-0-1) і став новим чемпіоном за версією WBA у другій напівлегкій вазі. В цьому ж році двічі захистив титул нокаутом проти венесуельця Анхеля Гранадоса (18-8) і індонезійця Роя Мукілса (23-2-2).
У 2011 році Такасі захистив титул, нокаутувавши співвітчизника Такасі Міура (20-1-2) і мексиканця Хорхе Соліса.
16 липня 2012 року зустрівся з філіппінцем Майклом Фаренесом (34-3-3). У третьому раунді відбулося зіткнення головами, і роздільним рішенням була зафіксована технічна нічия.
31 грудня 2012 року Утіяма нокаутував непереможеного тимчасового чемпіона костариканця Браяна Васкеса і в шостий раз захистив титул чемпіона світу.
У 2013 році двічі захистив титул в боях з венесуельцем Хав'єром Парра і японцем Даікі Канеко.
27 квітня 2016 року втратив титул супер-чемпіона світу (WBA super) у другій напівлегкій вазі, сенсаційно програвши бій достроково у другому раунді панамцю Хесреєлю Корралесу. У 2 раунді Утіяма тричі опинявся на настилі рингу, що змусило рефері зупинити поєдинок. Ця поразка стала першою для Утіями.
31 грудня 2016 року Такасі Утіяма і Хесреєль Корралес зустрілися в реванші. Цього разу бій тривав 12 раундів і закінчився перемогою Корралеса рішенням більшості суддів.
Утіяма вирішив закінчити кар'єру боксера.